# Ausma Zehanat Khan
Pour les articles homonymes, voir Khan.
Ausma Zehanat Khan est une femme de lettres canadienne, auteure de roman policier et de romans de fantasy.

## Biographie
En 2015, Ausma Zehanat Khan publie son premier roman, The Unquiet Dead avec lequel elle est lauréate dans la catégorie premier roman le prix Arthur-Ellis 2016 et le prix Barry 2016.
Pour The Washington Post, « tout au long de l'enquête solide et complète de Getty et Khattak, les talents de Khan sont évidents. Ce premier dans ce qui peut devenir une série est un bijou à facettes multiples. Il s'agit d'une procédure policière solide, d'une sombre étude de la perte et de la rédemption et, surtout, d'un sombre effort pour faire en sorte que les crimes contre l'humanité ne soient pas oubliés ».

## Œuvre

### Romans

#### SérieRachel Getty et Esa Khattak
1. (en) The Unquiet Dead, 2015
2. (en) The Language of Secrets, 2016
3. (en) A Death in Sarajevo, 2017
4. (en) Among the Ruins, 2017
5. (en) A Dangerous Crossing, 2018
6. (en) A Deadly Divide, 2019

#### SérieThe Khorasan Archives
1. (en) The Bloodprint, 2017
2. (en) The Black Khan, 2018
3. (en) The Blue Eye, 2019
4. (en) The Bladebone, 2020

#### SérieInaya Rahman
1. (en) Blackwater Falls, 2022
2. (en) Blood Betrayal, 2023

## Prix et distinctions

### Prix
- Prix Arthur-Ellis 2016 du meilleur premier roman pour The Unquiet Dead[2]
- Prix Barry 2016 du meilleur premier roman pour The Unquiet Dead[3]

### Nominations
- Prix Macavity 2016 du meilleur premier roman pour The Unquiet Dead[4]